# سانتا ماريا دي كوليماجيو

واجهة الكنيسة

سانتا ماريا دي كوليماجيو (بالإيطالية: Santa Maria di Collemaggio)‏ هي كنيسة كبيرة تعود للعصور الوسطى في لاكويلا بوسط إيطاليا. دفن فيها البابا سلستين الخامس. تحتل الكنيسة مرتبة بازيليكا نظرًا لأهميتها في التاريخ الديني. تعرضت الكنيسة لأضرار في زلزال لاكويلا 2009.